# Hokksund
Hokksund är en stad som utgör centralort i Øvre Eikers kommun i Buskerud fylke i sydöstra Norge. Orten som ligger vid Drammenselva, har ca 9 300  invånare. Sedan 2002 klassas Hokksund som stad (norska: by) efter ett kommunalt beslut.
Egentligen skrevs Hokksund Haugsund, med gårdsnamnet Haug og sund, "färjeställe". Haugsund skapade många komplikationer av att namnet liknade den norska staden Haugesund, särskilt för posttjänsten. Det beslutades därför 1920 i departementet att namnet skulle skrivas Hokksund. 
När silver hittades i Kongsberg 1623 bestämde kungen, Christian IV av Danmark och Norge, att en väg skulle byggas mellan Kongsberg och Hokksund. Vägavsnittet Kongsberg-Hokksund blev därmed Norges första allmän väg. 
År 1866 kom järnvägen dit med anläggningen av Randsfjordbanan. Hokksund station är idag en viktig knutpunkt för både Bergensbanan och Sørlandsbanan. 
Hoenskatten hittades på gården Nedre Hoen 1834. Det är Norges största fynd av guldsmycken från vikingatiden med totalt ca. 2,5 kg guld och några silversmycken. Skatten ställs ut på Kulturhistorisk museum i Oslo. En förstorad kopia av spaden som användes för att gräva upp skatten finns i rondellen i centrala Hokksund. En informationstavla finns på platsen där skatten hittades. 

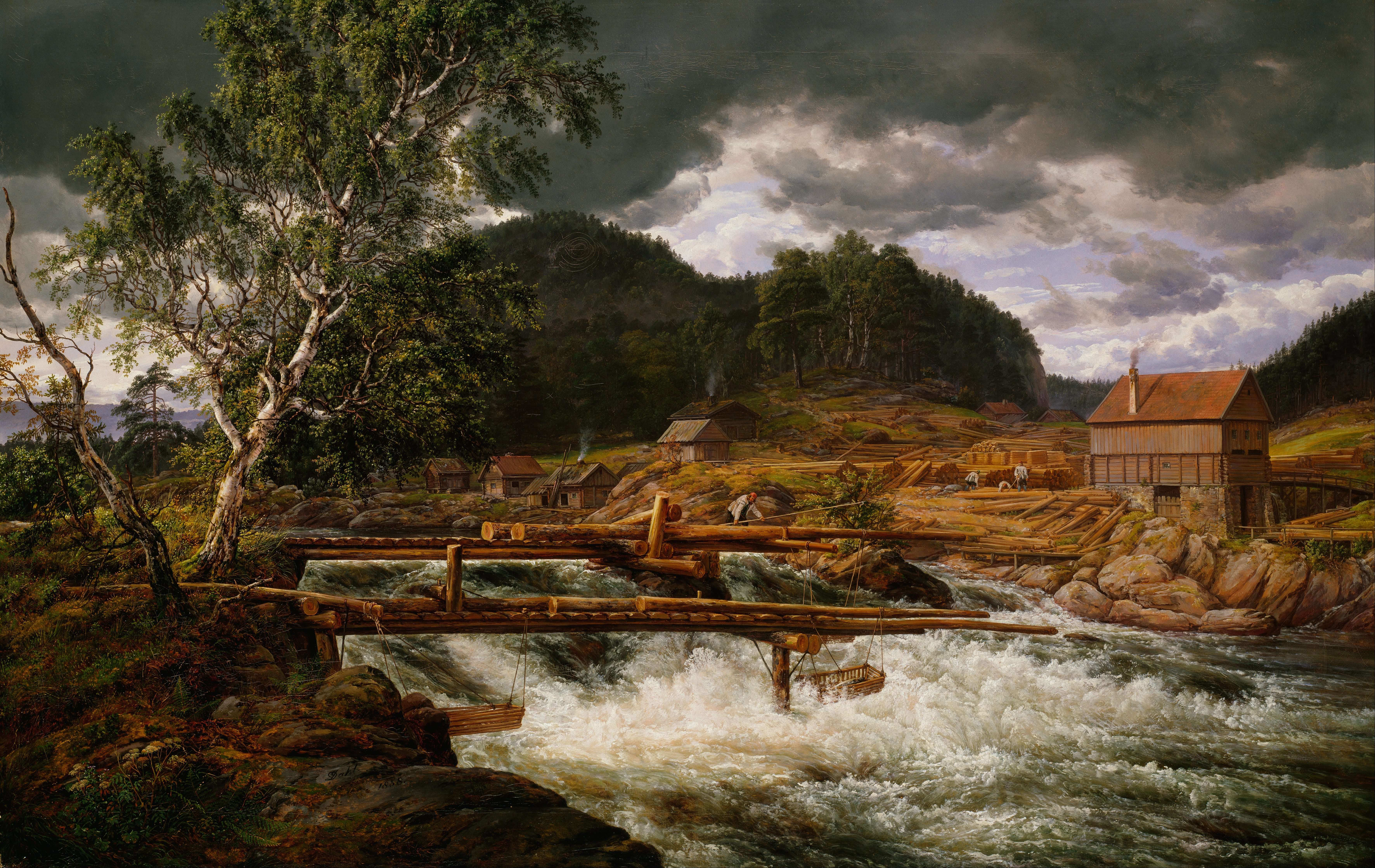
J. C. Dahl - Målning av Hellefossen - 1838

## Sevärdheter
- Nøstetangen glasbruk var i drift här från 1741 till 1777. Nøstetangen glas är först och främst känt för sin höga kvalitet och konstnärliga design. En glaspokal från her betalades med 2,2 miljoner norska kronor för några år sedan. Ljuskronorna i Kongsberg kyrka är bland de mest kända verken därifrån. Nøstetangen museum vid den gamla Sorenskrivergården visar hur produktionen var och glas tillverkas enligt gammal tradition i glashyttan i närheten.
- Hellefossen är en populär plats för laxfiskare.
- Gamle Hokksund är ett centralt område i Eikers historia. Mellan Sorenskrivergården och Hellefossen hittar du många byggnader från 1600-, 1700- och 1900 -talen. Det bebyggda området har behållit sin särprägel som kulturmiljö. Skyltar har satts upp på de olika byggnader som berättar lite om historien.
- Haug kyrka från 1152.
- Norsk Motorhistorisk Senter vid Burud 6 km från Hokksunds centrum.